# Bierpinsel

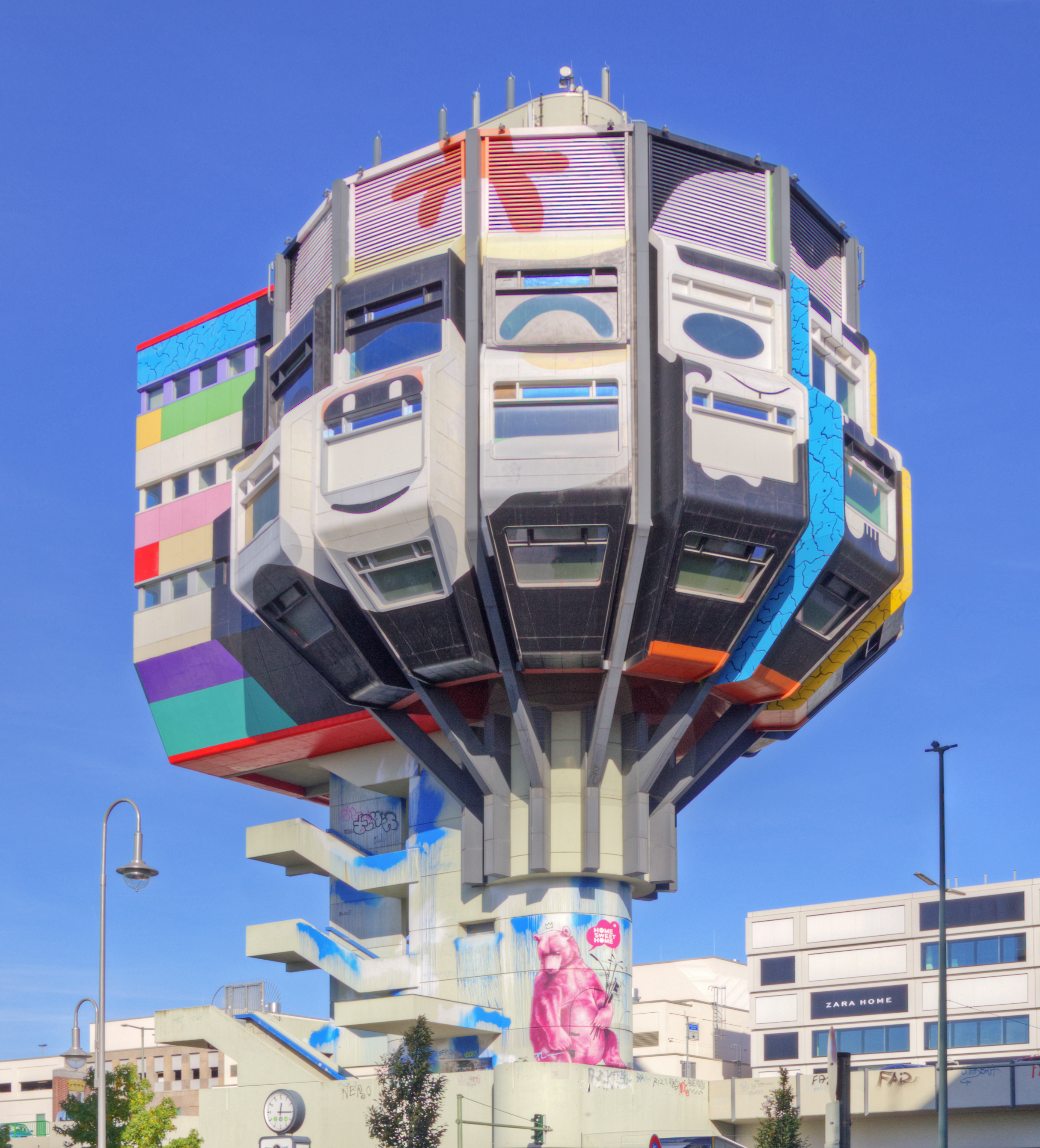
Il Bierpinsel allo stato attuale

Il Bierpinsel (letteralmente: “pennello della birra”) è un edificio a torre di Berlino, che ospitava in origine un esercizio gastronomico e che si trova attualmente in attesa di riuso.
Costruito all'incrocio dell'asse commerciale della Schloßstraße con una strada a scorrimento veloce che corre in viadotto, rappresenta per il suo aspetto inconsueto uno dei simboli del quartiere di Steglitz. In considerazione della sua importanza storica e architettonica, è posto sotto tutela monumentale (Denkmalschutz).

## Storia
Il “Bierpinsel” venne costruito dal 1972 al 1976 su progetto degli architetti Ralf Schüler e Ursulina Schüler-Witte, come parte di un più ampio progetto urbanistico comprendente il viadotto stradale che sovrappassa la Schloßstraße, e l’omonima stazione della metropolitana posta sotto la stessa strada. Si trattò pertanto di un tentativo di integrare la nuova infrastruttura stradale al tessuto urbano preesistente, creando un segnale architettonico adeguato all’importanza urbanistica del luogo.
Nel 2017 il “Bierpinsel”, insieme alla sottostante stazione della metropolitana, venne posto sotto tutela monumentale (Denkmalschutz).

## Caratteristiche
L’edificio è costituito da una struttura a torre in calcestruzzo armato lasciato a vista, contenente i collegamenti verticali, che nella parte superiore si allarga per contenere gli spazi adibiti a ristorante, divisi su tre piani; l’aspetto esteriore dei piani superiori si distacca con forza dall’edilizia storica circostante per forme, materiali e colori.
Il rivestimento in acciaio dei piani superiori, in origine dipinto in una vistosa tonalità arancione, venne ridipinta nel 2010 da un gruppo di street artist in tinte scure, perdendo così il carattere d’origine; tale verniciatura venne tuttavia presentata come provvisoria, in attesa di un restauro approfondito che dovrebbe riportare la struttura allo stato d'origine.